# 慧照院 (美濃市)
慧昌院(えしょういん)は岐阜県美濃市前野にある十一面観世音菩薩を本尊とする臨済宗妙心寺派の寺院で、山号は臨済山。中濃八十八ヶ所霊場27番札所である。
開創不詳。鎌倉時代には天台宗の寺院として尾崎神社と境内を共有していたが、室町時代に山崩れに遭って失われたと伝わる。延宝年間に清泰寺4世の梁屋祖陳を開山として臨済宗妙心寺派の寺院となり、現在地へ移った。2023年現在の堂宇は昭和初期のものである。寺宝として円空作地蔵菩薩像と前野名寄帳を所蔵する。